# Trạm thu phí

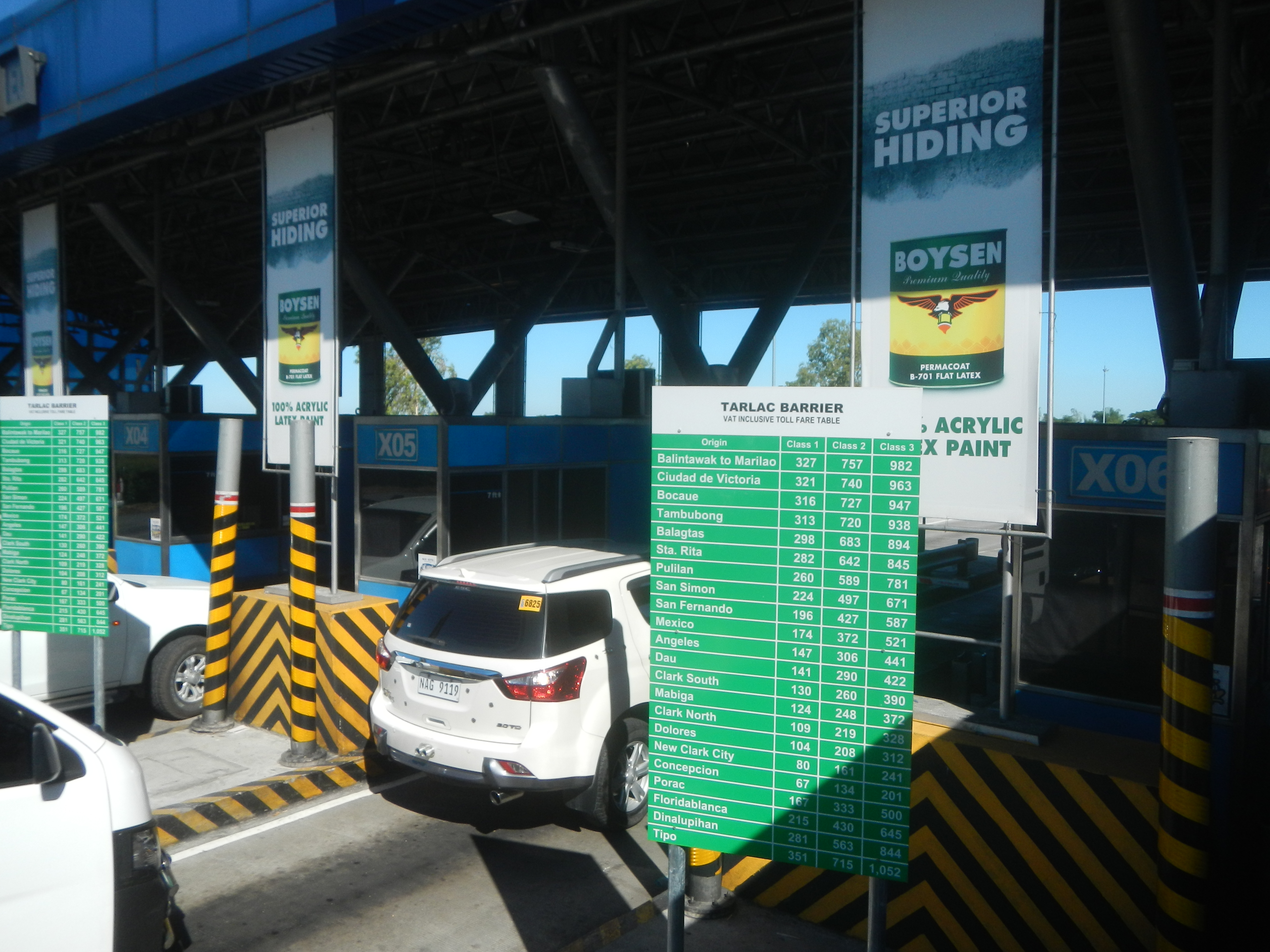
Một chiếc ô tô dừng tại trạm thu phí trên Đường cao tốc Subic–Clark–Tarlac.

Trạm thu phí là một địa điểm được đặt dọc theo một con đường thu phí được sử dụng với mục đích thu phí từ các phương tiện giao thông đi qua để thu hồi vốn với đầu tư BOT hoặc một số công trình giao thông do nhà nước đầu tư được chỉ định thu phí (chẳng hạn như đường cao tốc). Trước đây, chúng được bố trí bởi các đại lý vận tải thu phí theo cách thủ công, nhưng trong thời hiện đại, nhiều hệ thống đã được thay thế bằng hệ thống thu phí điện tử không dừng, chẳng hạn như VETC hay ePass ở Việt Nam.

## Sự thay thế
Trong thế kỷ 21, các hệ thống thu phí điện tử đã thay thế các trạm thu phí bằng tay trên khắp thế giới. Lợi ích của việc thu phí tự động bao gồm tiết kiệm thời gian và tiền bạc cho người lái xe so với trạm thu phí truyền thống. Việt Nam đã bắt đầu thử nghiệm thu phí điện tử từ năm 2015.

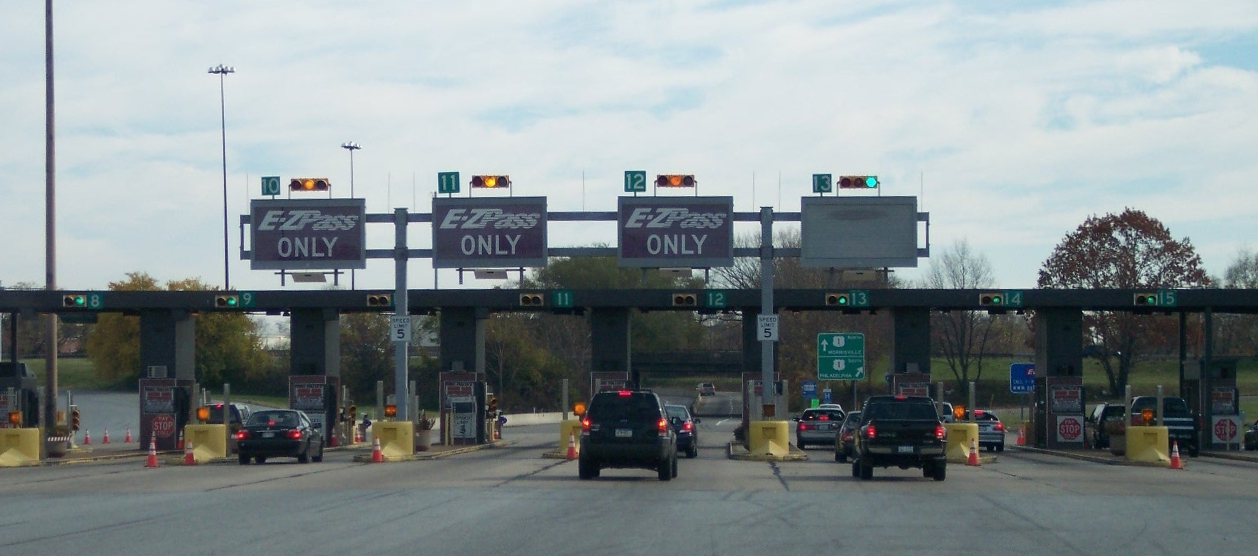
Trạm thu phí trên Đường thu phí Pennsylvania trước khi chuyển đổi sang thu phí điện tử hoàn toàn

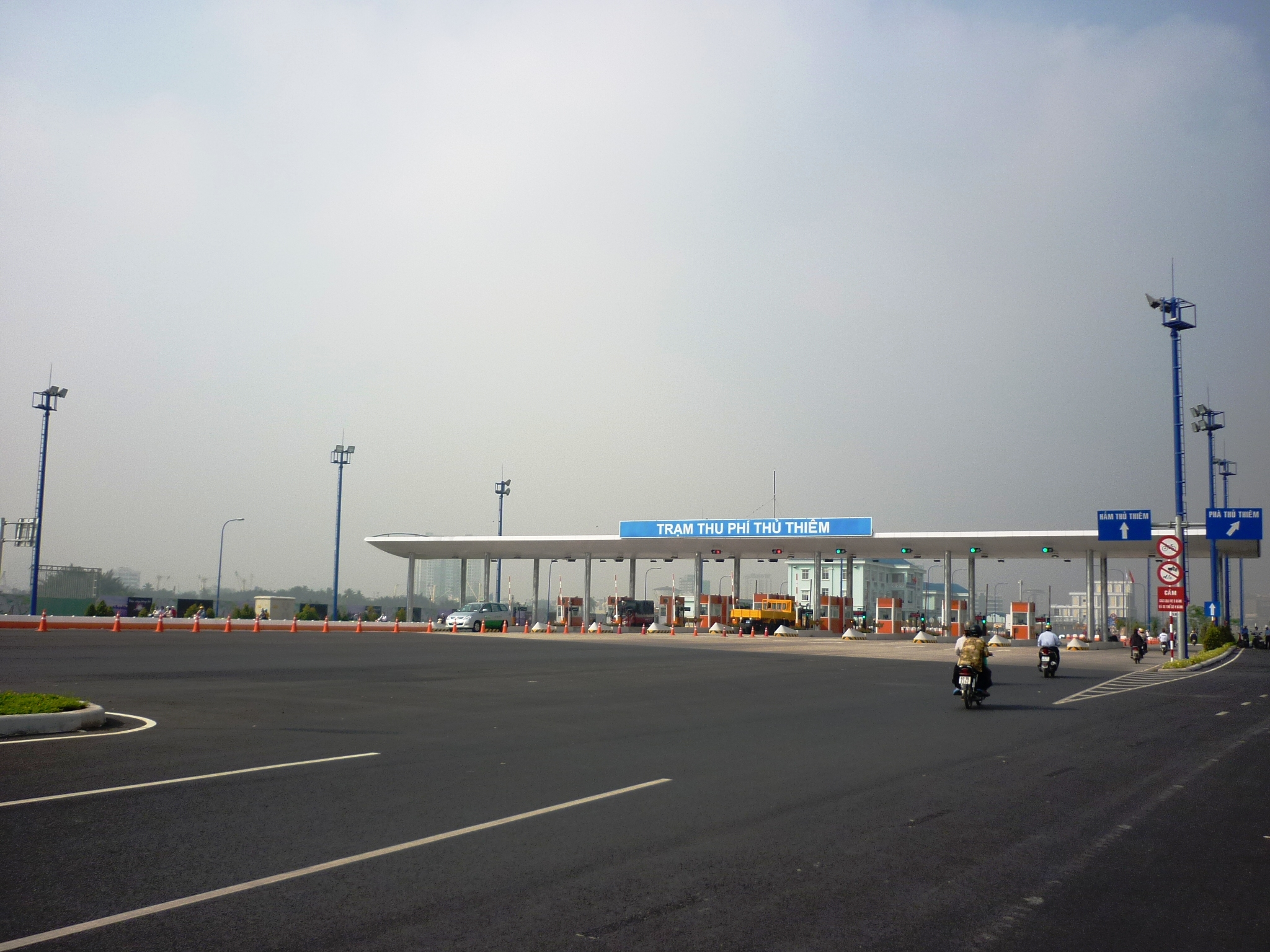
Trạm thu phí Thủ Thiêm tại Việt Nam

Đại dịch COVID-19 dẫn đến việc mất nhiều trạm thu phí thủ công hơn nữa, khiến nhiều quốc gia trên thế giới phải đẩy nhanh quá trình chuyển sang thu phí điện tử hoàn toàn bằng cách loại bỏ tất cả các khoản thanh toán bằng tiền mặt khỏi các trạm thu phí. Tương tự, Việt Nam đã đẩy nhanh kế hoạch chuyển sang thu phí hoàn toàn bằng điện tử và bắt đầu thu phí không dừng trên toàn bộ đường cao tốc từ ngày 1 tháng 8 năm 2022.

## Thời gian hoạt động, hình thức thu phí
Ở Việt Nam, tại Thông tư 45/2021/TT-BGTVT, Điều 8 quy định:
"Trạm thu phí hoạt động 24/24 giờ vào tất cả các ngày trong năm, kể cả ngày nghỉ và ngày lễ (trừ những trường hợp dừng thu, tạm dừng thu khi có văn bản của cấp có thẩm quyền)."
Trong đó, Điều 9 quy định thu tiền dịch vụ sử dụng đường bộ theo 02 hình thức là: hình thức điện tử không dừng và hình thức một dừng:
"Hình thức điện tử không dừng là hình thức thu tiền dịch vụ sử dụng đường bộ tự động, phương tiện tham gia giao thông đường bộ không phải dừng lại để trả tiền sử dụng đường bộ khi qua trạm thu phí;
Hình thức một dừng là hình thức thu tiền dịch vụ sử dụng đường bộ mà khi qua trạm thu phí, phương tiện giao thông đường bộ thực hiện một lần dừng khi qua cửa kiểm soát làn thu phí để trả tiền dịch vụ sử dụng đường bộ."